# Александър Маршал
Александър Маршал (Александър Виталиевич Минков) (на руски: Александр Маршал (Александр Витальевич Миньков)) е руски певец.

## Биография
Александър Минков е роден на 7 юни 1957 г. в град Кореновск в семейството на военен летец. Учи в музикално училище в клас по пиано. Средно образование завършва в град Салск.
През 1974 г. постъпва в Ставрополското висше военно-авиационно училище. Тук получава прозвището си Александър Маршал. Две години се обучава за щурман. Напуска училището и завършва военната си служба в рота за химическа защита.
Привърженик е на футболния отбор ПФК ЦСКА (Москва).

### Семейство
Жени се три пъти и има две деца – Полина и Артьом. 

## Творчество
Работи последователно като спасител, музикант в ресторант и механик в атракцион. Музикалната си кариера започва в Москва през 1980 г. в рок групата Цветя. От 1987 г. е бас китарист на група „Горки Парк“. Участва в турне в САЩ, което продължава пет години. Групата получава известност след участие в Don King Show и първия им албум Gorky Park. На концертите използват костюми с елементи на руски народни носии. При втория албум „Moscow Calling“ е солист на групата.
От 1999 г. преминава към солова музикална кариера. Издава първия си албум „Может быть“ през 1998 г. Военната тема заема особено място в неговото творчество и издава седем албума с военни песни.
Член е на обществения съвет при Министерството на отбраната на Руската федерация. Водещ на телевизионната програма „Армейски легенди“. Член на обществения съвет по транспорта при правителството на град Москва от 2011 г.
През 2017 г. след пътуване до Крим в Украйна е включен в „черния списък“ на уебсайт „Миротворец“ за „незаконно преминаване на държавната граница“

## Награди
- Орден „Ветерански кръст“ II ст.
- Медал на НАТО
- Медал „Благоверен Велик княз Александър Невски“
- Юбилеен медал за съдействие и помощ на обществения фонд „Бойно братство“
- Медал „Свети Георги Победоносец“
- Почетен академик на Академията по проблемите на сигурността, отбраната и правния ред
- Три пъти е лауреат на премията на Руското радио „Златен грамофон“
- Заслужил артист на Руската федерация (2007).

## Дискография
- От берега до берега (1995)
- Может быть (1998)
- Там, где я не был (2000)
- Горец (2000)
- Особый (2001)
- Белый пепел (2001)
- Лучшие песни (2002)
- Океан любви (2002)
- Батя (2002)
- Отец Арсений (2003)
- Летят журавли (2005)
- Или так (2006)
- Жизнь взаймы (2006)
- Парусник (2007)
- Где ночует солнце (2008)
- До свидания, полк (2009)
- До восхода ночной звезды (2012)
- Обернись (2012)
- Тенью (2016)

## Видеоклипове
| Видеоклип                               | Премиера | Албум             |
| --------------------------------------- | -------- | ----------------- |
| Орёл                                    | 1998     | Может быть        |
| Ливень                                  | 1999     | Может быть        |
| Погоди, постой                          | 1999     | Может быть        |
| Отпускаю                                | 2000     | Там, где я не был |
| Небо                                    | 2000     | Там, где я не был |
| Белый пепел                             | 2001     | Белый пепел       |
| Кто мы?                                 | 2001     | Белый пепел       |
| Я живу в раю                            | 2002     |                   |
| Я тебя никогда не забуду                | 2002     |                   |
| Летят журавли                           | 2005     | Летят журавли     |
| Снилось мне                             | 2006     | Или так           |
| 9 рота                                  | 2006     | Или так           |
| Отдохни                                 | 2006     | Или так           |
| Мужской сезон                           | 2006     | Или так           |
| Песня о десанте                         | 2007     | Парусник          |
| Музей имени тебя                        | 2007     | Парусник          |
| Баллада о Евгении Родионове             | 2009     | До свидания, Полк |
| Поздно                                  | 2010     | Обернись          |
| Порочен тобой (дует с Наташа Корольова) | 2014     |                   |
| Я буду помнить всё                      | 2016     |                   |
| Мы вернёмся домой                       | 2017     |                   |
| Отключи (дует с Емин Агаларов)          | 2017     |                   |
| Живите для живых (дует с Мали)          | 2018     |                   |

## Музикални изяви

### Участия в концерти
- 6-и годишни музикални награди „Златен грамофон“ – изп. „Белый пепел“
- Песен на годината 2003 – изп. „Я тебя никогда не забуду“ (дует с Ариана)
- 8-и годишни музикални награди „Златен грамофон“ – изп. „Я тебя никогда не забуду (Романс)“ (дует с Ариана)
- Песен на годината 2004 – изп. „Снилось мне“
- Новата вълна 2012 – изп. „Hotel California“
- 20 години радиостанция „Авторадио 20 лет! Лучшее“ – изп. „Ты есть“
- Новата вълна 2013 – изп. „Аэропорты“ (дует с Николай Носков)
- Несиня светлина 2013 – изп. „Курю“ (дует с певица Мали)
- Концерът „О чём еще поют мужчины“ 2014 – изп. „Люди встречаются“ (дует с Александър Буйнов)
- 20-а юбилейна награда „Златен грамофон“ – изп. „Белый пепел“
- Новата вълна 2015 – изп. „Порочен я тобой“ (дует с Наташа Корольова)
- 80 години на войските във въздуха – изп. „От героев былых времён“
- 320-годишнината на Военноморските сили – изп. „Океан“
- Несиня светлина 2017 – изп. „Зеркала“ (дует с Анастасия Макеева)
- Концерт на Наташа Корольова „Магия Л“ – изп. „Порочен тобой“ (дует с Наташа Корольова)
- Концерт на Деня на защитника на Отечеството 2017 – изп. „Океан“
- Концерт на Деня на победата 2017 – изп. „Баллада о бомбере“
- Ден на семейството, любов и вярност 2017 – изп. „Эхо любви“ (дует с Мария Воронова)
- 22-ри годишни награди „Златен грамофон“ – изп. „Мы вернёмся домой“
- Своя колея 2018 – изп. „Парус“ (трио с Александър Скляр, Денис Майданов), „Посвящение Владимиру Высоцкому“

### Участия в телевизионни и празнични музикални програми
- „Коледни срещи на Алла Пугачова 2002“ – изп. „Начинай сначала“, „Наши души“
- „Собственост на Република: 70-те (част 1)“ – изп. „Эхо любви“
- „Собственост на Република: градски песни“ – изп. „Тот, кто раньше с нею был“
- „Собственост на Република: 60-те (част 2)“ – изп. „Песня о друге“
- „Собственост на Република: първи финал“ – изп. „Эхо любви“
- „Собственост на Република: Юрий Антонов“ – изп. „Крыша дома твоего“
- „Оливе-шоу 2011“ – изп. „Как упоительны в России вечера“ (дует с Валерия)
- „Собственост на Република: Максим Дунаевски“ – изп. „Непогода“
- „Собственост на Република: Леонид Агутин“ – изп. „Аэропорты“ (дует с Валери Меладзе)
- „Собственост на Република: Йосиф Кобзон“ – „За того парня“, „Песня остаётся с человеком“ (с всички)
- „Собственост на Република: Роберт Рождественский“ – изп. „Эхо любви“ (дует със Зара)
- „Собственост на Република: Михаил Танич“ – изп. „Идёт солдат по городу“ (трио с Лев Лешченко и Александър Буйнов)
- „Собственост на Република: Игор Талков“ – изп. „Россия“
- „Собственост на Република: Лев Лешченко“ – изп. „За того парня“
- „Собственост на Република: Андрей Дементев“ – изп. „Письмо отца“
- „Собственост на Република: Марк Бернес“ – изп. „Три года ты мне снилась“ (дует с Жасмин), „Я люблю тебя жизнь“ (с всички)
- „Собственост на Република: Жо Дасен“ – изп. „L'été Indien / Бабье лето“
- „Собственост на Република: Александър Розембаум“ – изп. „Вещая судьба“
- „На живо Нова година“ – изп. „Если у вас нет тёти“